# North Point (métro de Hong Kong)
 (février 2019).
Si vous disposez d'ouvrages ou d'articles de référence ou si vous connaissez des sites web de qualité traitant du thème abordé ici, merci de compléter l'article en donnant les références utiles à sa vérifiabilité et en les liant à la section « Notes et références ».
North Point (chinois : 北角 ; pinyin : Běijiǎo ; cantonais Yale : Bākgok) est une station du métro de Hong Kong. Elle doit son nom à sa situation dans le quartier de North Point dans l'île de Hong Kong. Elle constitue le terminus ouest de la Tseung Kwan O Line et la connecte avec la Island Line.

## Histoire
La station North Point ouvre en 1985 avec la Island Line.
Elle donne accès au quartier de North Point, se trouve à proximité des quais et des ferries et permet des correspondances par bus et tram sur King's Road.
La Tseung Kwan O Line ouvre en 2002 et dessert le nouveau quartier de Tseung Kwan O dans les Nouveaux Territoires.

## Décor
La fresque I Love North Point, North Point is My Home (en chinois : 我愛北角，北角是我家) de Tao Ho (en) orne la sortie A vers Java Street[réf. souhaitée].

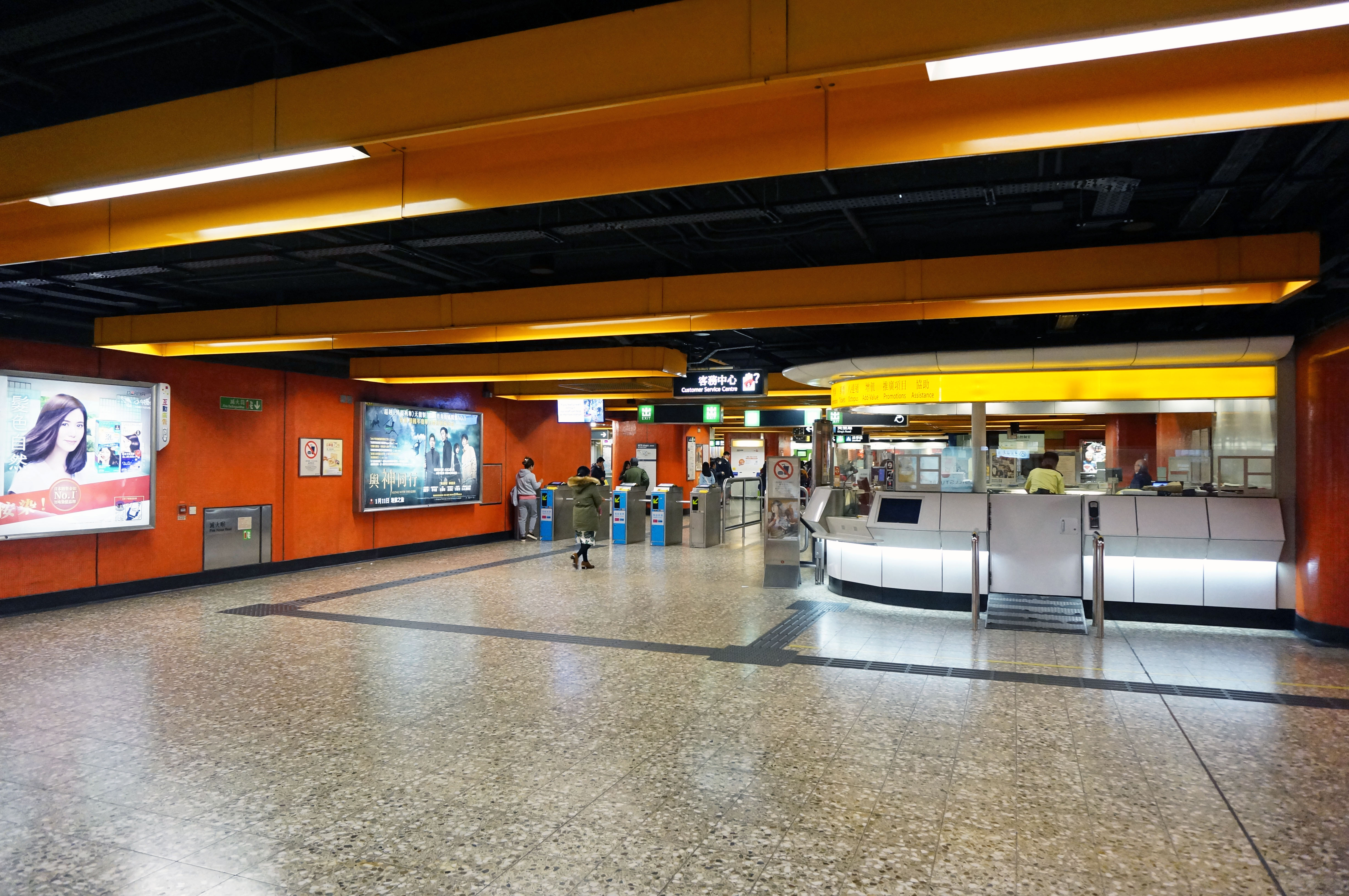
Hall.
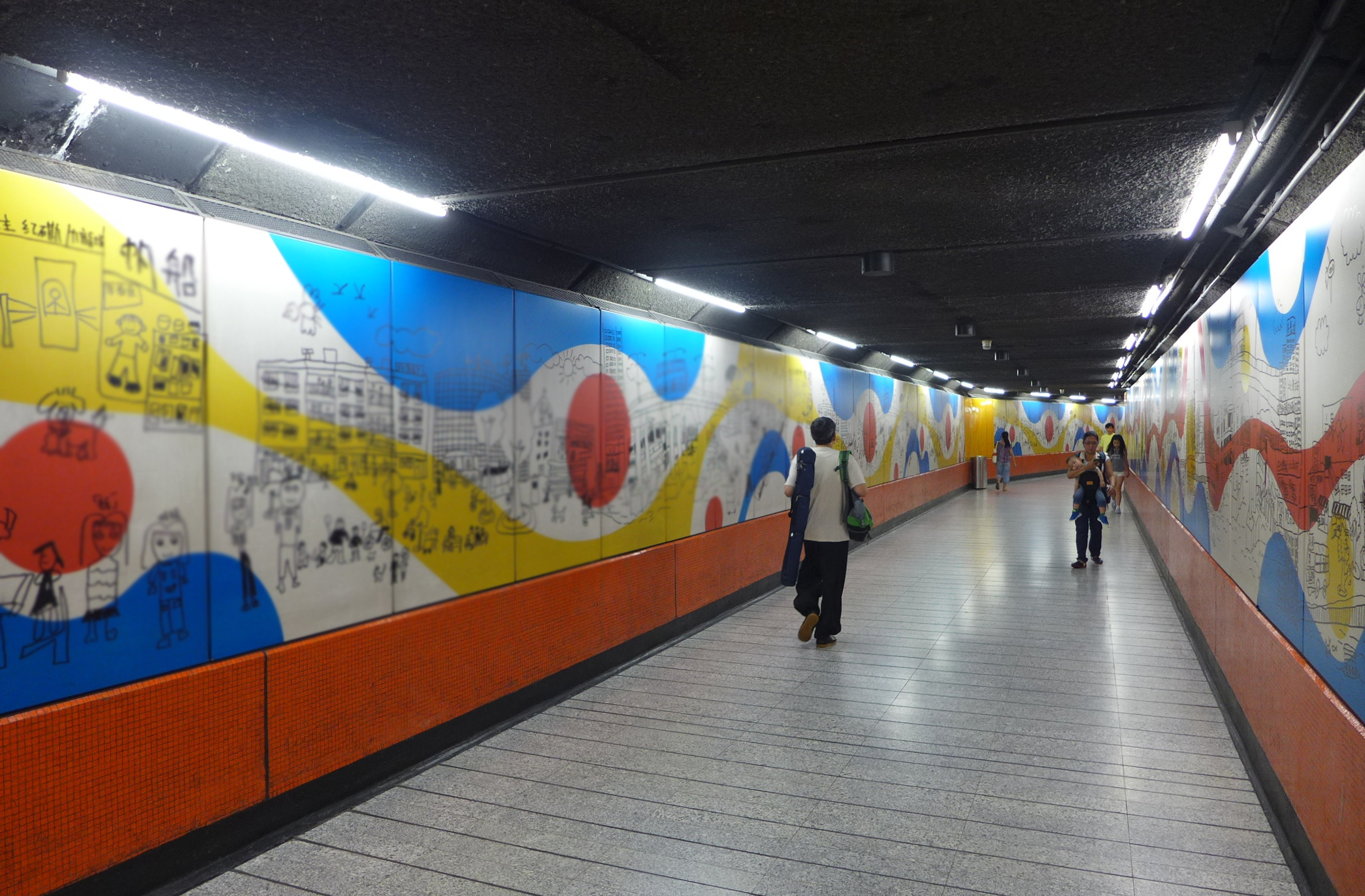
Sortie A.
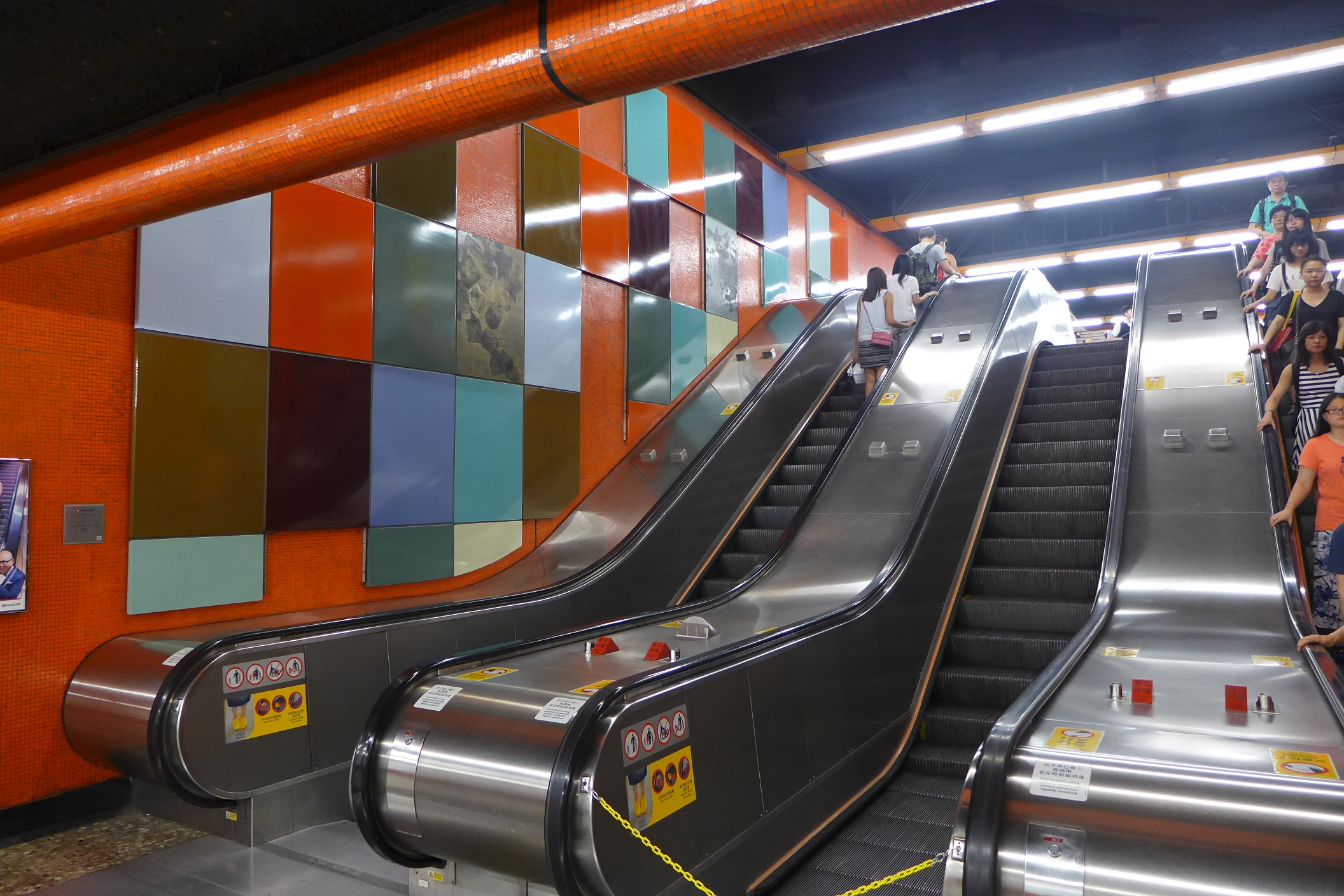
Sortie B.